# Чемпионат мира по хоккею с шайбой 1940
Отменённый чемпионат мира и одновременно чемпионат Европы по хоккею с шайбой 1940 года должен был пройти в Польше с 3 по 12 февраля. По счёту он должен был стать 14-м в мире, и 25-м в Европе соответственно, но таковым официально стал лишь послевоенный чемпионат 1947 года. 13 сентября 1939 года ЛИХГ отменила турнир в связи с ухудшающейся политической обстановкой на фоне событий европейской войны.

## История
Изначально хоккейный турнир имел привязку к годам проведения Зимних Олимпийских игр и матчи соответственно планировались к проведению в японском городе Саппоро. 16 июля 1937 года Япония официально отказалась от проведения зимней Олимпиады из-за разногласий с МОК, а право на проведение хоккейного турнира стало вакантным. Решением Конгресса ЛИХГ право на проведение очередного международного турнира по хоккею с шайбой было отдано польским городам Катовице и Забже. Для проведения матчей в Катовице потребовалось строительство нового крытого катка с трибунами на 5 700 зрителей.
Эскалация большой войны в Европе быстро предопределила судьбу перенесённого турнира: днём 2 сентября 1939 года недостроенный каток в Катовице был уничтожен в результате налёта авиации Люфтваффе, во время бомбардировок погибли сторож и его собака. Двое суток спустя в обоих городах уже находились силы вермахта и СС, начались преследования местных жителей и интернирование во вновь созданные концентрационные лагеря. Угроза интернирования для отдельных спортсменов хоккейных сборных была недопустима и ЛИХГ отказалась давать гарантии безопасности жизни и здоровья участников от возможного преследования со стороны оккупационных властей Германии. Созванный 13 сентября 1939 года внеочередной конгресс в Цюрихе постановил о прекращении организации турнира ЛИХГ до окончания военных действий. На момент отмены турнира военное положение и общая мобилизация были последовательно объявлены в Великобритании (включая её колонии и доминионы) и Франции.
Катовице в итоге принял чемпионат мира ЛИХГ в 1976 году.